# Jan Główczyk (ksiądz)
Jan Antoni Główczyk (ur. 9 maja 1957 w Grybowie) – polski duchowny katolicki, administrator kościoła i hospicjum św. Stanisława BM w Rzymie i koordynator duszpasterstwa polskiego we Włoszech.

## Życiorys
Pochodzi z parafii pw. św. Katarzyny Aleksandryjskiej w Grybowie. Wstąpił do Wyższego Seminarium Duchownego w Tarnowie, a po ukończeniu studiów filozoficzno-teologicznych otrzymał święcenia kapłańskie z rąk bpa Jerzego Ablewicza 23 maja 1982 roku. Po święceniach pracował jako wikariusz w parafii św. Wojciecha w Szczawnicy (1982–1985) i w parafii Ducha Świętego w Mielcu (1985–1986). W latach 1986–1990 kontynuował studia specjalistyczne w zakresie nauk wychowawczych na Papieskim Uniwersytecie Salezjańskim w Rzymie.
W latach 1991–1998 pełnił funkcję wicerektora Papieskiego Kolegium Polskiego w Rzymie, a następnie był asystentem parafialnym w Ravello (1999–2000). Od 2000 do 2010 roku kierował pracą rzymskiego Ośrodka Dokumentacji i Studium Pontyfikatu Jana Pawła II. Był też redaktorem pisma „Collegium Polonorum” (1991–1992). Obecnie pełni funkcję administratora kościoła św. Stanisława BM w Rzymie (od 2009) oraz koordynatora Duszpasterstwa Polaków we Włoszech (od 2015). W 2022 został ustanowiony rektorem Papieskiego Kolegium Polskiego w Rzymie na sześcioletnią kadencję.
W 2015 r. został uhonorowany przez Prezydenta RP Andrzeja Dudę Krzyżem Oficerskim Orderu Odrodzenia Polski.

## Wybrane publikacje
- Papieskie Medale Józefa Stasińskiego. W zbiorach rzymskiego Ośrodka Dokumentacji i Studium Pontyfikatu Jana Pawła II (2004)
- Anioł Pański z Papieżem Janem Pawłem II (2006)
- Liturgia Godzin z Janem Pawłem II i Benedyktem XVI (2007)[4]